# Jiří Jírů
Jiří Jírů (30. července 1942, Praha) je česko-belgický fotograf.

## Život a dílo
Po absolvování strojní průmyslovky v roce 1965 se přihlásil na FAMU, ale nebyl přijat. Začal studovat žurnalistiku a stal se asistentem svého stýce, fotografa Václava Jírů, který vedl čtyřjazyčný fotografický čtvrtletník Fotografie. Jiří Jírů publikoval své fotografie v různých časopisech, např. Květy, Literární noviny, Signál, Svět sovětů, Svět v obrazech.
20. srpna 1968, den před invazí vojsk Varšavské smlouvy do Československa, odjel Jiří Jírů legálně do Belgie. Nechtěl původně emigrovat, ale nečekaný vpád cizích vojsk do vlasti změnil jeho plány a na radu matky zůstal v Belgii. Začal studovat v Bruselu filmovou školu INSAS, avšak z finančních důvodů musel studium předčasně opustit. Živil se jako laborant vyvoláváním fotografického materiálu a fotografováním pro belgické časopisy.
Od roku 1971 působil jako nezávislý fotograf. Fotografoval pro celou řadu světových novin a časopisů, např. Art News, Business Week, Fortune, Life, Herald Tribune, National Geographic, New York Times, Newsweek, Paris Match, People, Sports Illustrated, Telegraph Magazine, Time, The Times, a rovněž pro velké nadnárodní společnosti, např. Ford, Knorr, ITT, Pepsi Cola. V roce 1987 byl na vyslán časopisem People fotografovat perestrojku do Sovětského svazu. Reportáž vyšla o tři roky později také knižně pod názvem Photostroika. Pak následovaly jeho fotoreportáže z dalších zemí za železnou oponou – Bulharska, Litvy, Maďarska a Rumunska.
V roce 1988 se poprvé po dvaceti letech vrátil do Prahy fotografovat pro časopis Time. V roce 1993 se stal osobním fotografem prezidenta Václava Havla. V této roli působil do roku 2000. V roce 2005 otevřel v Praze Photo Museum za účelem pořádání výstav českých fotografů.

### Výstavy
- 1986 – Ropa v Perském zálivu (Brusel)
- 1987 – Montreux jazz festival (Brusel)
- 1989 – Photostroika (Lucern)
- 1991 – Poezie totality (Praha)
- 1997 – Pět let na Hradě (Amsterdam, Štrasburk, Lipsko)
- 1998 – Prezident Havel (Warwick, Brusel, Paříž)
- 1999 – Havel (Praha)
- 2000 – Rockové legendy (Praha)
- 2002 – Akty (Brusel)
- 2005 – Jiří a Václav Jírů (Praha)
- 2005 – Velkoformátové fotografie z negativů (Praha)
- 2008 – Dvě generace fotografie Jírů (Brusel)
- 2009 – Václav a Jiří Jírů (Lucembursko)
- 2011 – Retrospektiva Jírů (Nové Dillí)
- 2012 – Prague photo festival (Praha)
- 2014 – Photomix 1964 – 2014 (Praha)[5]
- 2015 – Václav Havel objektivem Jiřího Jírů (Praha)[6]
- 2015 – Visions du monde (Brusel)[7]

- 2019 – Fotografie Václava Havla (Örebro)[8]

### Publikace
- JÍRŮ, Jiří. Photostroika. Curych: U. Bär Verlag, 1989. 92 s. ISBN 9783905137217. (německy)
- JÍRŮ, Jiří. HAVEL – fotografie. Praha: Jiří Jírů, 1998. 118 s.
- JÍRŮ, Jiří. Photomix 1964–2014. [s.l.]: Jiří Jírů, 2014. 70 s. Katalog.